# Saint-Symphorien-le-Château
Saint-Symphorien-le-Château település Franciaországban, Eure-et-Loir megyében. Lakosainak száma 830 fő (2009. január 1.). Saint-Symphorien-le-Château Auneau és Bleury községekkel határos.

## Népesség
A település népessége az elmúlt években az alábbi módon változott: